# Donald Henderson
Donald Ainslie Henderson (Lakewood, 7 september 1928 – Towson, 19 augustus 2016) was een Amerikaans epidemioloog die vooral bekend werd omdat hij vanaf 1967 de internationale strijd leidde die in 1977 de pokken uitroeide, de eerste ziekte waarbij dit gelukt is.

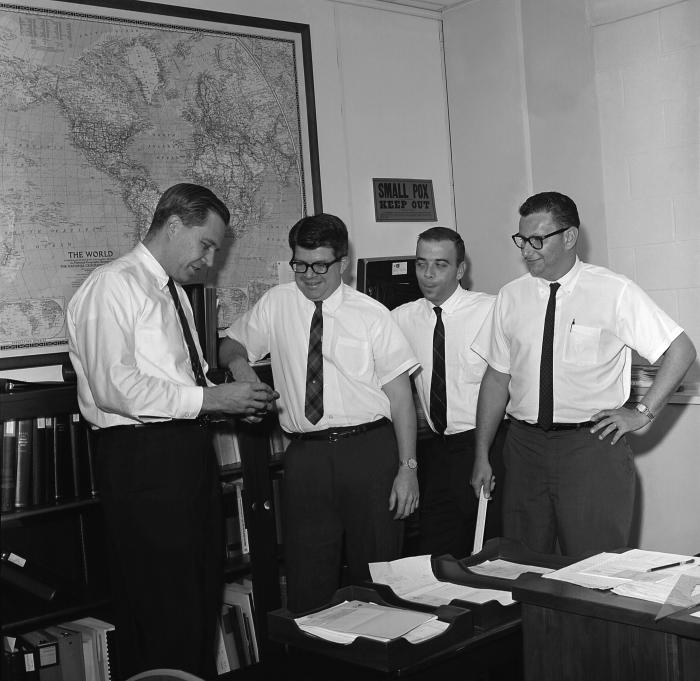
Het team dat tegen pokken streed in 1966 met van links naar rechts Donald A. Henderson, J. Donald Millar, John J. Witte en Leo Morris

Vanuit het Epidemic Intelligence Service of the Communicable Disease Center (CDC) werkte Henderson van 1960 tot 1965 als hoofd virusbestrijding. Daar werkte hij met Alexander Langmuir een voorstel uit voor USAID dat pokken uit moest roeien en mazelen beter beheersbaar moest maken.
USAID begon in 1967 aan het programma, dat opgepakt werd door de WHO. In tien jaar tijd bleek dit programma met grootschalige vaccinatie zo succesvol dat op 26 oktober 1977 het laatste geval van pokken werd gemeld in Somalië. Drie jaar later stelde de WHO dat met de vaccinatie gestopt kon worden.

## Publicatie
- Smallpox: The Death of a Disease. The Inside Story of Eradicating a Worldwide Killer, 2009